# ゲイン・ロス効果
ゲイン・ロス効果（げいん・ろすこうか、英: gain-loss effect）とは、一貫した評価を受けるよりも、途中で評価が逆転した方が、対人魅力に与える影響が大きいとする理論である。エリオット・アロンソンとダーウィン・リンダーによって発見された。
被評価者が評価者に対して感じる対人魅力は、一貫して好意的評価を受けるよりも、初めのうちは否定的評価を受けていたのが後に好意的評価に転じた方が魅力を感じる（ゲイン効果）。
他方で、一貫して否定的評価を受けるよりも、初めのうちは好意的評価を受けていたのが後に否定的評価に転じた方が、魅力を感じにくい（ロス効果）。
これら2つの効果を合わせ、ゲイン・ロス効果と呼ぶ。

## 日本における誤用
インターネットを中心に、ゲイン・ロス効果は「最初に悪い印象を与えると、その後のちょっとした良い行動で良い印象に転換しやすい」現象（いわゆるギャップ萌え）を指すとする記事が多くみられる。しかし、上述にあるように、ゲイン・ロス効果は「被評価者が評価者に対して感じる対人魅力」について論じたものであり、「被評価者に対する対人魅力」であるギャップ萌えとは異なる現象であると考えられる。